# Oost-Litouwse grafheuvelcultuur
De Oost-Litouwse grafheuvelcultuur is een archeologische cultuur van de vroege middeleeuwen, op het grondgebied van Oost-Litouwen en Noordwest-Wit-Rusland. De cultuur dankt zijn naam aan de aanwezigheid in Litouwen van ongeveer 230 groepen van in totaal ongeveer 6000 van eenzelfde type grafheuvels. Op het grondgebied van Wit-Rusland bevinden zich ongeveer 80 groepen aan de bovenloop van de Neris en aan de rechteroever van de Memel nabij de grens met Litouwen.
Het verspreidingsgebied van de cultuur wordt in het westen begrensd door de middenloop van de Memel en in het noorden door de bovenloop van de Šventoji, in het zuiden omvat het de stroomgebieden van de Merkys en Neris. Het westelijke deel van het huidige district Mjadel van de oblast Minsk maakte deel uit van het verspreidingsgebied, het oostelijke deel werd bezet door de Toesjemljacultuur. De grens was een bos (Narotsjanskaja Poesjtsja) tussen de meren Svir en Narotsj.
De Oost-Litouwse grafheuvelcultuur volgde in de 5e eeuw op de geborsteldkeramiekcultuur. De cultuur ontstond uit de bevolkingen van de geborsteldkeramiek- en Dnjepr-Dvinaculturen, vermengd met dragers van de Wielbark- en Bogaczewo-culturen.
De meeste onderzoekers brengen de Oost-Litouwse grafheuvelcultuur in verband met de voege Litouwers of Litva, welke in geschreven bronnen uit de 9e tot 12e eeuw genoemd worden.
Vanaf de 8e eeuw werden onder invloed van het christendom in het grootvorstendom Litouwen geen grafheuvels meer opgeworpen. Ze werden vervangen door vlakgraven.

## Begrafenisritueel
Het begrafenisritueel bestond uit crematies op de grond, met één tot zes begrafenissen in één grafheuvel. In de grafheuvels van de 10e-12e eeuw werden de crematieresten soms op 10-15 cm diepte in het bovenste deel van de heuvel geplaatst. Volgens Tautavičius hing de gewoonte om meerdere doden in één heuvel te begraven samen met het crematieritueel van de Jatvingen in de zuidelijke trans-Memel-landen, waarmee de oude Litouwers nauwe contacten onderhielden.
In de grafheuvels bij het dorp Zasvir in de oblast Minsk werden dikke lagen zwarte aarde vermengd met grote hoeveelheden houtskool en verbrande botten gevonden. Vermoedelijk werden hier ter plekke paarden of mensen met paarden verbrand.
De grafinventaris is rijk en gevarieerd. Bij de mannelijke graven bevinden zich veel wapens en paardentuig: bijlen met een smal snijvlak, speerpunten, lange messen (tot 20-25 cm), schildknoppen, sporen, stijgbeugels en tuigringen. Er werden geen pijlpunten gevonden. Ook vond men gespen, broches, vuurslagen, priemen en wetstenen. De inventaris van de vrouwelijke graven bestaat voornamelijk uit sieraden, en soms werktuigen. Onder de sieraden bevinden zich halskettingen, kruisboog- en hoefijzerbroches, trapeziumvormige hangers, armbanden met verdikte uiteinden, ringen, spiralen en glaskralen. Onder de werktuigen werden sikkels, messen, naalden en keramische spinstenen gevonden (tot 5 in één begrafenis). Aardewerk, zowel handgevormd als gedraaid, is slechts sporadisch aanwezig.